# 孫東寶台式牛排教父
孫東寶台式牛排教父（英語：JIN The Godfather of Taiwanese Steak），創立於1976年，總店位於台灣新竹市區。

## 沿革
孫東寶創立於1976年，原先以路邊攤形式於台北市營業，老闆孫東寶首創鐵板牛排，並主打平民價位。而孫東寶草創初期在店內擔任洗碗工的林士欽成為孫東寶的大弟子，也是孫東寶的第一個加盟主。後來林士欽開創了連鎖牛排館貴族世家，並收購原先的孫東寶加盟店。2014年林士欽買下孫東寶的商標權，並於2015年從吃到飽自助吧轉攻平價牛排市場，以「孫東寶台式牛排教父」復出台式牛排市場。

## 特色
孫東寶主打100%原肉牛排以及平民價位，每一個排餐都會送一個餐包，內用可以無限享用玉米濃湯、飲料、冰淇淋。

## 外部連結
- 孫東寶台式牛排教父 （页面存档备份，存于）
- 孫東寶台式牛排教父的Facebook專頁